# 9218 Ishiikazuo
9218 Ishiikazuo è un asteroide della fascia principale. Scoperto nel 1995, presenta un'orbita caratterizzata da un semiasse maggiore pari a 2,2732758 UA e da un'eccentricità di 0,1670100, inclinata di 2,82274° rispetto all'eclittica.
L'asteroide è dedicato al giapponese Kazuo Ishii, autore di planetari.